# コリアーノ
コリアーノ（イタリア語: Coriano）は、イタリア共和国エミリア＝ロマーニャ州リミニ県にある、人口約10,000人の基礎自治体（コムーネ）。

## 地理

### 位置・広がり
リミニ県南東部のコムーネ。リミニから南南東へ12km、サンマリノ市から東北東へ13km、ペーザロから西北西へ25kmの距離にある。

#### 隣接コムーネ
隣接するコムーネは以下の通り。括弧内のRSMはサンマリノ共和国所属を示す。
- ドマニャーノ (RSM)
- ファエターノ (RSM)
- ミザーノ・アドリアーティコ
- モンテスクード＝モンテ・コロンボ
- リッチョーネ
- リーミニ
- サン・クレメンテ
- セッラヴァッレ (RSM)

### 気候分類・地震分類
コリアーノにおけるイタリアの気候分類 (it) および度日は、zona E, 2282 GGである。
また、イタリアの地震リスク階級 (it) では、zona 2 (sismicità media) に分類される。

## 行政

### 分離集落
以下の分離集落（フラツィオーネ）がある。
- Cerasolo, Ospedaletto, Passano, Mulazzano, Sant'Andrea in Besanigo, Cavallino, Monte Tauro

## 人物

### 著名な出身者
- マルコ・シモンチェリ - オートバイレーサー。カットーリカ生まれ、コリアーノ育ち